# Лай, Джимми
Джимми Лай (иер. 黎智英, кант.-рус. Лай Чии́н, ютпх. Lai4 Zi3 Jing1, кит.-рус. Ли Чжии́н; англ. Jimmy Lai; род. 8 декабря 1947, Гуанчжоу) — гонконгский предприниматель и активист. Он основал компанию по продаже одежды Giordano, медиакомпанию Next Digital (ранее Next Media) и газету Apple Daily. Является критиком КНР и одним из главных спонсоров Демократического лагеря Гонконга, особенно Демократической партии Гонконга.

## Конфликты с властью
10 августа 2020 года Лай был арестован полицией Гонконга по обвинению в нарушении нового закона «О национальной безопасности территории».
В декабре 2021 года медиа-магната осудили за пикет в память об убийствах на площади Тяньаньмэнь . Его приговорили по этому обвинению к 13 месяцам тюрьмы.
В декабре 2021 года его приговорили к 5 годам и 9 месяцам тюрьмы и штрафу по обвинению в мошенничестве, связанному с договором об аренде офиса его газеты.

## Награды
- Премия за свободу прессы[вд] от «Репортёров без границ» (2020)